# Thomas Penn
Thomas Penn, född 1702, död 1775, var William Penns äldste son i andra giftet. Han innehade tillsammans med sina bröder provinsen Pennsylvania som förläning från 1727; från 1746 som huvudsaklig länsinnehavare. Han är i historien känd som den vilken genomförde Walking Purchase, ett storstilat bedrägeri rikat mot lenaperna vilket ledde till decennier av krig.

## Ungdom
Thomas Penn var född i Bristol men tillbringade sin barndom i Ruscombe, Berkshire. 1715 eller 1716 blev han lärling hos en manufakturhandlare i London och blev senare bolagsman i en handelsfirma. Dessa erfarenheter lade grunden till de affärer han genomförde senare i livet. När arvsskiftet efter fadern var färdigt 1727 blev han länsinnehavare av Pennsylvania med 1/4 ideell andel. 

## Pennsylvania
1732 seglade Thomas Penn till Pennsylvania där han förblev i nio år. Syftet var att lösa gränskonflikten med provinsen Marylands länsinnehavare Lord Baltimore. Denne tog dock tillbaka tidigare löften och frågan löstes inte förrän 1768. Men Penn genomförde Walking Purchase, ett storstilat bedrägeri varigenom han tillskansade sig 4 860 km² mark från lenaperna. När de protesterade mot bedrägeriet hotades de med militärt våld av Irokesförbundet. Walking Purchase gjorde att lenaperna allierade sig med fransmännen under de fransk-indianska krigen.   

## Länsinnehavare

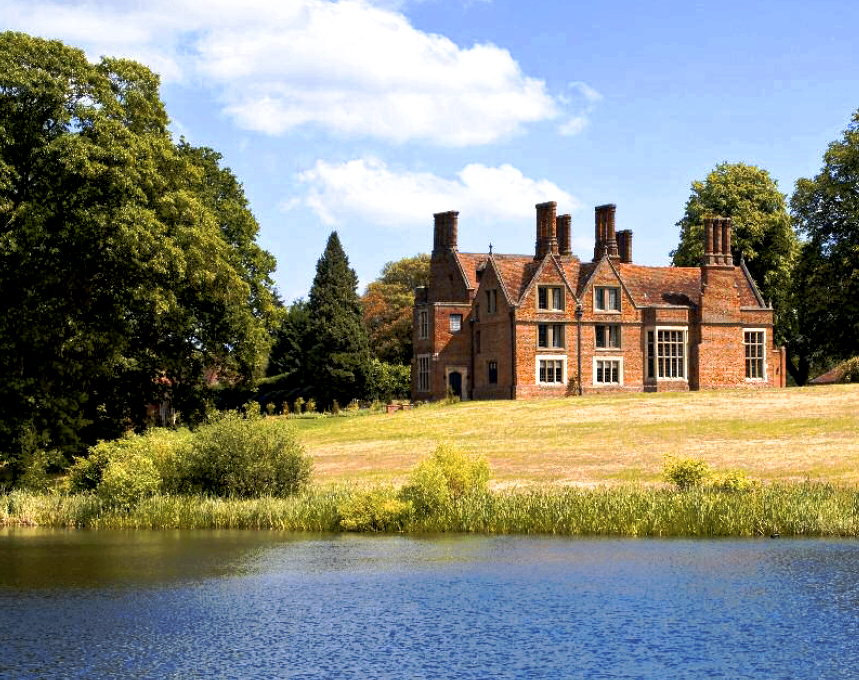
Stoke Poges i Buckinghamshire var från 1760 Thomas Penns hem.

När Thomas Penn blev den huvudsaklige länsinnehavaren 1746 förbättrades hans ekonomiska situation avsevärt. Han kunde skaffa sig en förnämlig bostad nära Charing Cross och gifte sig 1751 med Lady Juliana Fermor (född 1729), dotter till earlen av Pomfret. Penn hade 1743 förklarat för lantdagen i Pennsylvania att han inte längre betraktade sig som kväkare. Efter sitt äktenskap började han delta i den Engelska kyrkans gudstjänster, men deltog inte i nattvardsgemenskapen. 1760 förvärvade han godset Stoke Poges i Buckinghamshire dit han flyttade med familjen. Penn fick ett slaganfall 1771, något som han aldrig riktigt återhämtade sig från. Han dog i sitt hus i London 1775 dit han hade åkt för att tillbringa vintern. Hans hustru överlevde honom med 26 år.  